# 瓦斯尔大厦
瓦斯尔大厦，是阿联酋迪拜的一座摩天大樓，高301公尺、64層樓，於2016年動工、于2024年完工，是迪拜前40摩天大楼。